# Lars Fresk
Lars Fresk, född 15 april 1758 i Hudiksvall , död 8 september 1830 i Värmdö socken, var en svensk företagare.
Lars Fresk anses som den första mer framstående lidingöbon på slutet av 1700-talet in på 1800-talet. Han låg bakom Lidingös första större industri, en textilfabrik som uppfördes 1798 på Elfviks gård med som mest cirka 130 anställda och tog initiativet till den första fasta broförbindelsen mellan Lidingö och Stockholm, en flottbro mellan Larsberg och Kaknäs på Stockholmssidan som stod klar 1803.
Han var även en pionjär i användning av ångmaskiner som drivmotor inom industrin och fick hjälp av Abraham Niclas Edelcrantz (1754–1821) och Samuel Owen (1774–1854) att importera och installera en ångmaskin från England för driften i hans textilindustri på Elfviks gård som ersättning för den tidigare drivningen med så kallad hästvandring.

## Familj
Lars Fresk, som tillhörde en köpmannasläkt i Hudiksvall, var gift med Anna Catarina Westman (1764–1830). Paret fick fem barn:
Maria (1786–1809), Anna Margareta, Ulrika Kristina (1799–1841), gift Hedborg, Per (1795–1869) och Olof (1785–1836).
År 1794 flyttade familjen till Stockholm där Lars Fresk hade avsikten att starta en textilfabrik. Hans ursprungliga efternamn var Frisk men han ändrade namnet till Fresk när han flyttade till Stockholm. En teori som framförts om anledningen till namnbytet var att han ville undvika förväxlingar med en annan släkt med samma efternamn som drev en av de större klädesfabrikerna i Stockholm vid den tiden.

## Biografi

### Fresk köper Elfviks gård på Lidingö

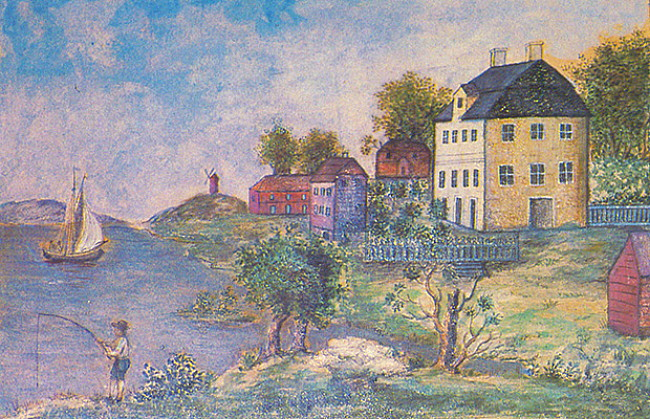
Lars Fresks första fabrik som stod klar 1798. Akvarell från 1799 signerad B.M.J.

År 1796 sökte Lars Fresk burskap för att få bedriva textiltillverkning i Stockholm, men fick avslag med motiveringen att han inte hade tillräcklig erfarenhet i branschen. Samma år köpte han och svågern Johan Petter Westman, lantbruksfastigheten Elfviks gård inkluderat markområdet Rävviken och Västra Yttringe gård på Lidingö av Sven Widman, son till Peter Widman. Svågern Johan Petter Westman överlät tre år senare sin ägardel till Lars Fresk. Den första byggnaden som Fresk lät uppföra var ett brännvinsbränneri som stod klart 1797 som senare skulle ha byggts om för färgning av det tyg som han kom att tillverka i textilfabriken. Samma år som den första byggnaden uppfördes, gjorde han på nytt en hemställan till Kommerskollegium att få anlägga en "fabrik för alla slags fina och grova klädens förfärdigande". Fresk fick åter nej på sin hemställan, den här gången med motiveringen att dylika fabriker enligt gällande lag inte fick uppföras på landsbygden. Han överklagade beslutet och fick den 1 juni 1797 Kungl. Maj:ts "nådiga tillstånd", som det uttrycktes, att uppföra en textilfabrik på Lidingö. Redan året därpå, 1798, stod en stor byggnad klar på slänten nedanför Elfviks gårds herrgårdsbyggnad och 1799 var produktionen i full gång. Tillverkningen bestod till största delen av grovt ylletyg för flottan och armén men innefattade också exempelvis material för schabrak till hästar, schalar, golvmattor, strumpor, pantalonger, mössor och vantar.
Anledningen till att han anlade en fabrik ute på Lidingö, som vid den tiden klassades som landsbygd, var enligt hans egna ord i ansökan, att han ville undvika städernas "fördärvliga inflytande" på arbetarna med krogliv och fylleri som var ett stort socialt problem i dåtidens städer. När det var mindre att göra i fabriken kunde de istället för att lockas till krogen sysselsättas i lantbruket. Han avsåg också att bygga arbetarbostäder i anslutning till fabriken med "hyggeliga rum". Man förmodar att det var Fresks intresse för de sociala frågorna som Kungl Maj:t tagit fasta på och beviljade hans ansökan som först avslagits av Kommerskollegium. Det lägre priset på fastigheter på landsbygden jämfört med inne i Stockholm var med all säkerhet också ett vägande skäl till att förlägga fabriken långt från Stockholm.
Fresk hävdade ofta sitt sociala engagemang och deltog aktivt i Lidingös utveckling som samhälle. Vid flera tillfällen då ekonomin i hans textilrörelse hotades begärde han stöd från regeringen och anförde då att han inte bara bedrev textilfabrikation utan också försörjde många andra genom att kombinera med ett aktivt lantbruk. I en begäran om stöd 1809 skrev han att han kunde föda sina anställda med 
"bröd, dricka, brännvin, mjölk och potates...samtidigt som fisket gett folket strömming"
och att skogen som ingick i gården gav de boende på gården ved.

### Entreprenör med sinne för industriell utveckling

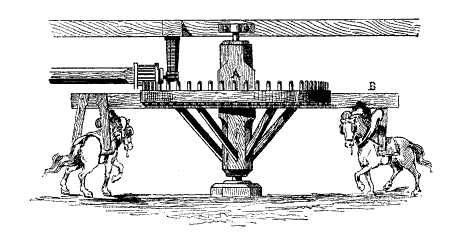
Principen för så kallad Hästvandring som användes som drivmotor i Fresks första fabrik.

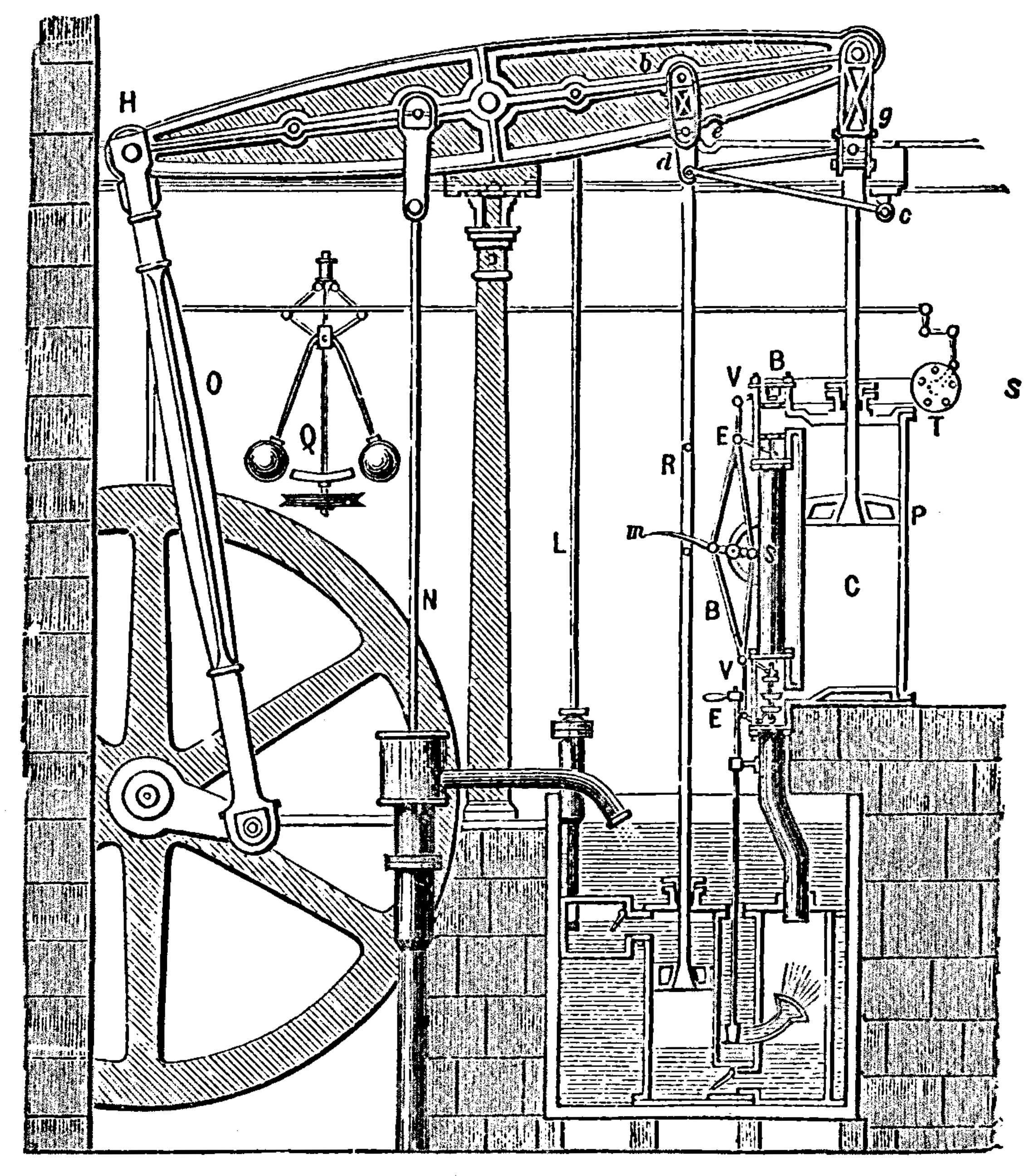
Ångmaskin med dubbelverkande arbetscylinder (c) av liknande typ som installerades i Fresks fabrik 1804. Ritning från 1784, fabrikat Boulton & Watt, England.

Lars Fresk var en banbrytare på många områden inom textilindustrin och låg före sin tid, när det gällde att mekanisera arbetet i sin fabrik. Fresk var också bland de första i Sverige som utnyttjade ångmaskiner som drivkälla inom industrin. De drivkällor som dittills hade stått till buds i Sverige var hästar som gick runt och drev ett stort hjul till fabrikernas huvudaxlar, så kallad hästvandring eller där det fanns tillgång till starkt strömmande vatten, vattenhjul och i viss mån väderkvarnar för metallbearbetning på platser med goda vindförhållanden. En mycket stor del av arbetet i dåtidens fabriker utfördes dock med handkraft. Kanslirådet Abraham Niclas Edelcrantz (1754–1821) hade i samband med en resa till England 1804, som låg långt före Sverige i industrialiseringen, för att studera den industriella utvecklingen, tagit hem fyra ångmaskiner av Watts konstruktion, varav en var beställd av Fresk. Maskinen var av den tidiga typen stora och otympliga ångmaskiner med vertikalt stående dubbelverkande arbetscylinder och horisontell hävarm som drev en vevsläng. Det var samma konstruktion som användes i de tidiga ångmaskinerna för pumpning av vatten ur de engelska kolgruvorna och för drivning av stora fläktar för att blåsa in syre vid järnframställning. Vissa källor hävdar att maskinen i Fresks fabrik var den allra första ångmaskinen som installerats i Sverige som drivmotor inom tillverkningsindustrin. Till sin hjälp hade han ingenjör Samuel Owen (1774–1854), som hade kommit med Edelkranz över från England för att bistå med installation och uppstartning av de importerade maskinerna. På hösten 1804 påbörjade man hopmontering av delarna som kommit över från England och kunde köra igång vid jultid. Ångmaskinen installerades i en separat byggnad vid sidan av fabriksbyggnaden och ersatte enligt uppgift fyra hästar i fabrikens tidigare drift med hästvandring. 1805 kopplades ångmaskinen också in för drivning av en mjölkvarn för att effektivisera gårdens egen malningen av spannmål som tidigare malts i en väderkvarn som fanns ute på Elfvik. Som mest arbetade cirka 130 personer för Fresk.

### Elden härjar på Elfvik
Fresk hade otur med återkommande eldsvådor på sin gård och i fabriken. 1802 brann den stora ladugården ner, men ersattes samma år med en ny ladugård i vitkalkat murtegel som fortfarande finns kvar. Den första fabriksbyggnaden som uppfördes 1798 var inte Fresk nöjd med och den revs 1805 för att ersättas med ny större fabrik som stod klar i slutet av 1806. Både den första fabriksbyggnaden och den andra förmodar man var placerad nära stranden mot Hustegafjärden för att få närhet till stora mängder vatten. Den 3 februari samma år slog elden till igen och den nyanlagda textilfabriken brann ner till grunden. Ångmaskinen som var installerad i en separat byggnad klarade sig dock. Fabriken var ännu oförsäkrad, men Fresk lyckades låna ihop pengar från olika håll och byggde upp en ny fabrik med grundmåtten 38 x 10 meter, som stod klar i december 1807. En tecknad bild av Elfviks gård och fabriksbyggnader 9 år senare, 1816 av Axel Fredrik Cederholm, med antagen vy från Gåshaga, anger tydligt att den nya fabriksbyggnaden låg öster om parken nedanför herrgårdsbyggnaden mot Hustegafjärden.

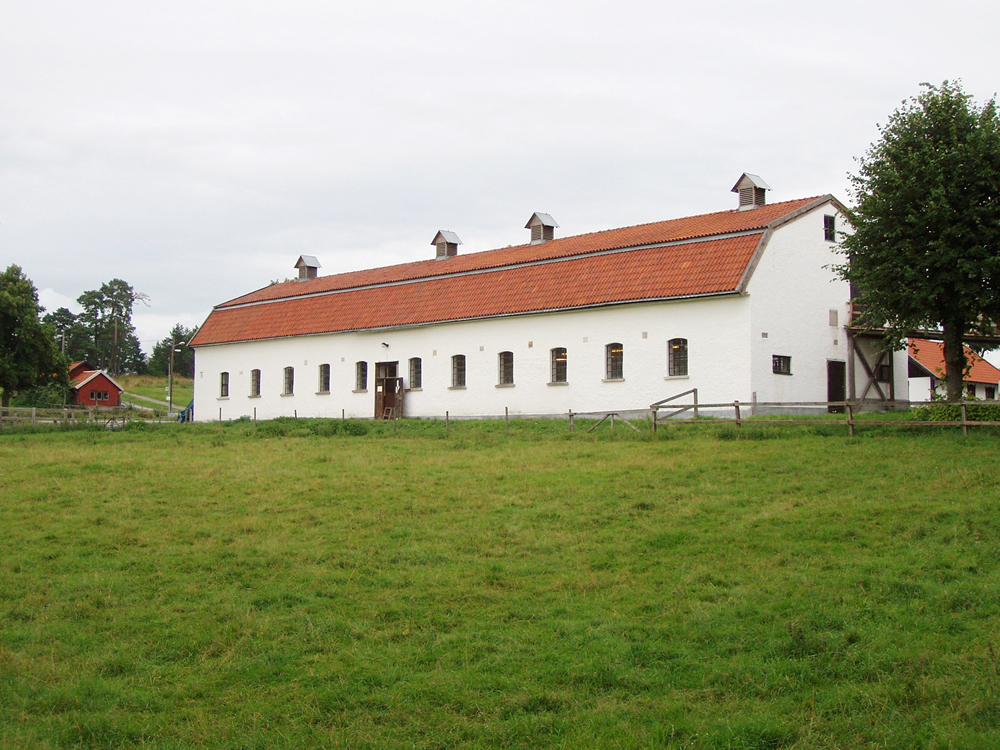
Elfviks gårds stora ladugård, uppförd 1802 under Lars Fresks tid som ägare av gården.
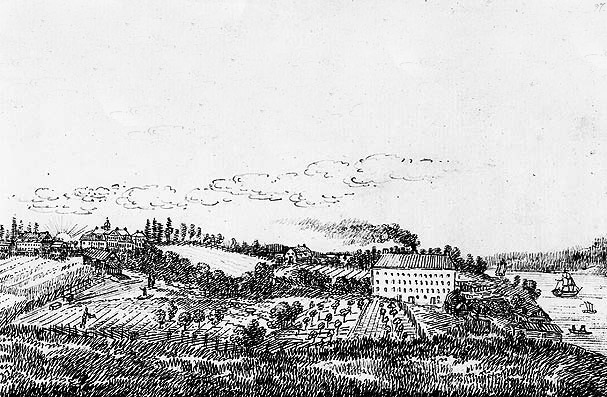
Elfviks gård och den fabriksbyggnad (med skorstensrök) som uppfördes 1805–1806. Vy från Söderåsen österut. Tecknad bild av A.F. Cederholm från 1816.
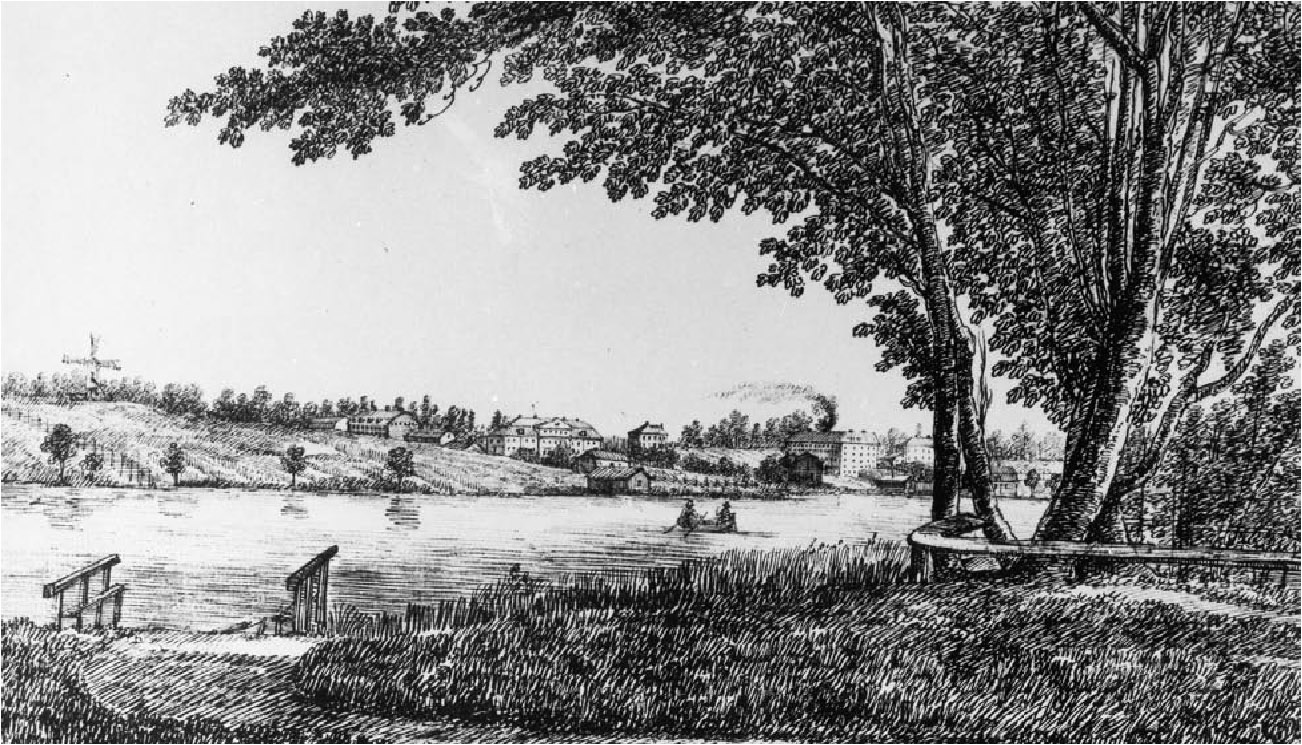
Elfviks gård och fabriksbyggnad (med skorstensrök) som uppfördes 1805–1806. Vy från mitt i Hustegafjärden ungefär vid Svanholmen. Förgrunden föreställer udden vid Gåshaga gård med tilläggsplats för en roddfärja och vilobänk. Tecknad bild av A.F. Cederholm från 1816.

### En textilfabrik som låg före sin tid med hjälp av Samuel Owen
Den under 1807 nyuppförda fabriken utrustades med de allra mest avancerade maskiner som fanns att uppbringa. Samuel Owen, som hade flyttat permanent till Sverige 1807, var också i hög grad involverad i maskinparkens utveckling och konstruerade ett par helt nya maskiner till fabriken som de var helt ensamma om inom textilindustrin i Europa, bland annat en stor överskärarmaskin för bortklippning av ludd under tillverkningen som tidigare utförts manuellt med stora tunga saxar. Familjerna Samuel Owen och Lars Fresk kom på så sätt att utveckla en livslång vänskap. När Samuel Owen efter att ha skilt sig från sin engelska fru gifte om sig i Sverige 1817 med Beata Carolina Svedell, hölls bröllopet i Lidingö kyrka och bröllopsfesten på Elfviks gård.
I samband med detta bröllop skänkte Lars Fresk det vitmålade tornet i trä för kyrkklockan som fortfarande finns kvar på Lidingö kyrka.
Maskinparken i den nya fabriken omfattade 14 spinnmaskiner, 3 plysmaskiner, 5 skrubbelmaskiner, 5 kardmaskiner, 15 vävstolar och 8 överskärarmaskiner. Man tillverkade cirka 25 700 alnar (1 aln = 0,6 m) kläde per år och varje dag upparbetades nära 240 kg ull. Under åren 1810–1814 sjönk orderingången från den militära sidan främst beroende på en allmän lågkonjunktur i landet och Fresk fick allvarliga ekonomiska problem som han dock lyckades lösa genom ett förmånligt lån. 1814 kom vändpunkten för Fresk då Svenska armén, som 1813 hade deltagit i kriget mot Napoleon, visat sig ha för dåliga kläder. Krigsmakten blev återigen en stor kund till Fresk. 1817 besökte kung Karl XIV Johan (Jean-Baptiste Bernadotte) och  prins Oscar fabriken.

## Motgångarna tornar upp sig
Motgångar skulle återigen drabba Fresk, när fabriken på nytt eldhärjades den 7 maj 1823. Eldsvådan sammanföll i tiden med en kraftig nedgång i fabrikens avsättning av sina produkter som 1822 anges ha medfört att man de senaste åren inte haft driften igång hela året och att antalet arbetare minskat från 107 till 58. Man fick problem med att få ut försäkringen, då rykten hade spridits att den anlags av hans son Per Fresk som varit hemma då branden bröt ut medan Lars hade varit inne i Stockholm hos bekanta. En rättegång hölls, där Fresk och sonen Per dock blev friade från alla misstankar. Man kunde inte fastställa, vad som orsakat branden men en teori var att det kan ha varit inoljad ull som hade självantänt, vilket tydligen hade hänt på flera andra textilfabriker. Fresk fick dock bara ut halva försäkringsbeloppet genom att resterande var intecknat för ett lån hos Kommerskollegium. En del av maskinparken hade undgått lågorna och vävstolarna stod inte i den byggnad som eldhärjades. Man lyckades hjälpligt få igång produktionen och vävde 3000 alnar tyg fram till slutet av 1824, det år som kom att bli det sista året för Fresks fabrik. Fresk tvingades så småningom i konkurs bland annat p.g.a. borgensåtaganden och alltför höga kostnader för Lidingöbron som han hade övertagit 1816. Hela fastigheten Elfviks gård såldes på exekutiv auktion 1829. Av fabriken finns idag ingenting kvar.
Elfviks gård är idag kulturminnesmärkt och ägs sedan 1946 av Lidingö Stad och ingår som en central del i Långängen-Elfviks naturreservat.

### Fresk och den första Lidingöbron

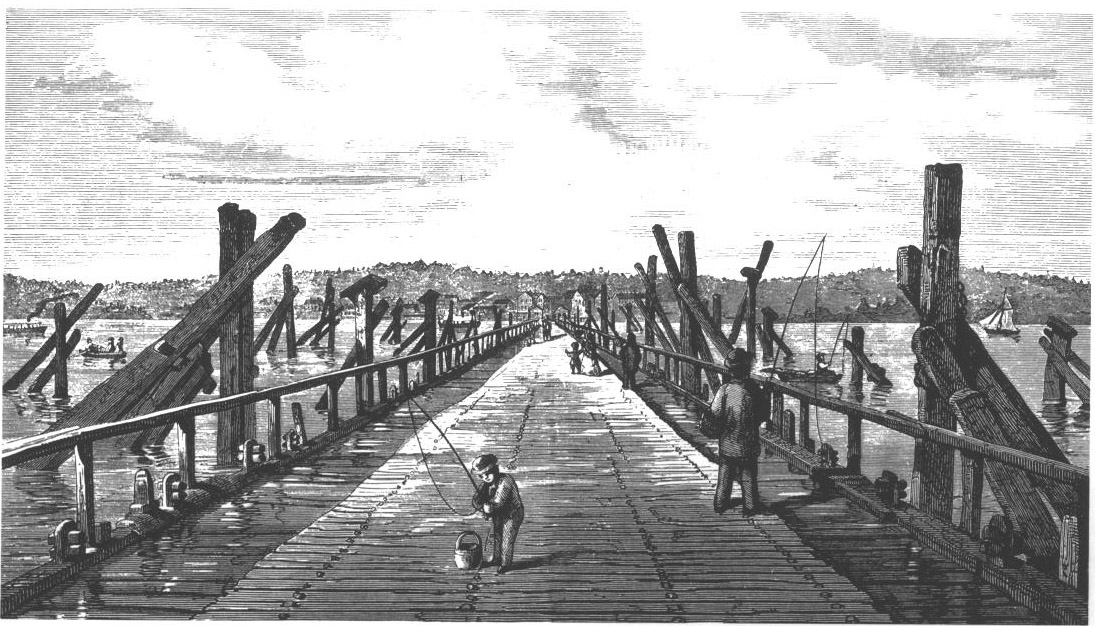
Första Lidingöbron, en flottbro i trä mellan Larsberg och Djurgården, byggd 1802–1803. Teckning av O. A. Mankell från 1871. Vy från brofärstet vid Larsberg.

Lars Fresk var också engagerad i en rad olika frågor för utveckling av Lidingön till ett samhälle med fler verksamheter än jordbruk och var den drivande kraften bakom att en bro skulle byggas mellan Lidingö och Stockholm för att förbättra kommunikationerna med fastlandet som dittills i hade bedrivits med avgiftsbelagda roddfärjor mellan Torsvik och Ropsten och med de större gårdarnas egna båtar. Ett aktiebolag bildades med 60 aktieägare för att finansiera brobygget och 1803 efter ett rekordsnabbt bygge stod den första Lidingöbron klar, en nära 800 m lång flottbro helt i trä mellan Larsberg och Kaknäs på Djurgården, vid den tiden en av de längsta flottbroarna i Europa. I anslutning till brofästet på Lidingösidan uppförde Fresk ett mindre värdshus, idag kallat Larsbergs brostuga.1823 uppförde han också ett värdshus på Djurgårdssidan som blev mer omtalat, kallat Lidingöbro värdshus. Flottbron slets hårt av väder och vind som med tiden medförde allt högre underhållskostnader som inte kunde täckas av de broavgifter man kunde ta ut. När aktieägarna inte ville skjuta till mer kapital och ett förslag hade framförts av friherre von Schulzenheim, ägare till Gångsätra gård, att upplösa brobolaget och att församlingen gemensamt skulle ta över bron, erbjöd sig Fresk att ta över brobolaget. Häradshövding Anders Nordell (1750–1829) på Östra Yttringe gård ansåg att den lösningen var betydligt bättre med ett övertagande av "en enskilt estimerad medborgare, som tillika är possessionat i socknen och gjort från början till bron så ansenliga uppoffringar". Fresks övertagande av brobolaget kom dock att bli ödesdiger för hans ekonomi genom de höga underhållskostnaderna som bron drogs med. Han fick hjälp av Samuel Owen att förstärka bron ned olika järnbeslag men broproblemen kom att bli en avgörande faktor till att Fresk så småningom försattes i konkurs omkring 1828 och textilindustrin på Elfvik lades ner. 1830 övergick brobolaget till andra ägare och 1852 övertogs brobolaget av nästa generations "Lidingökung", Janne Zetterberg (1810–1878).

### De sista åren

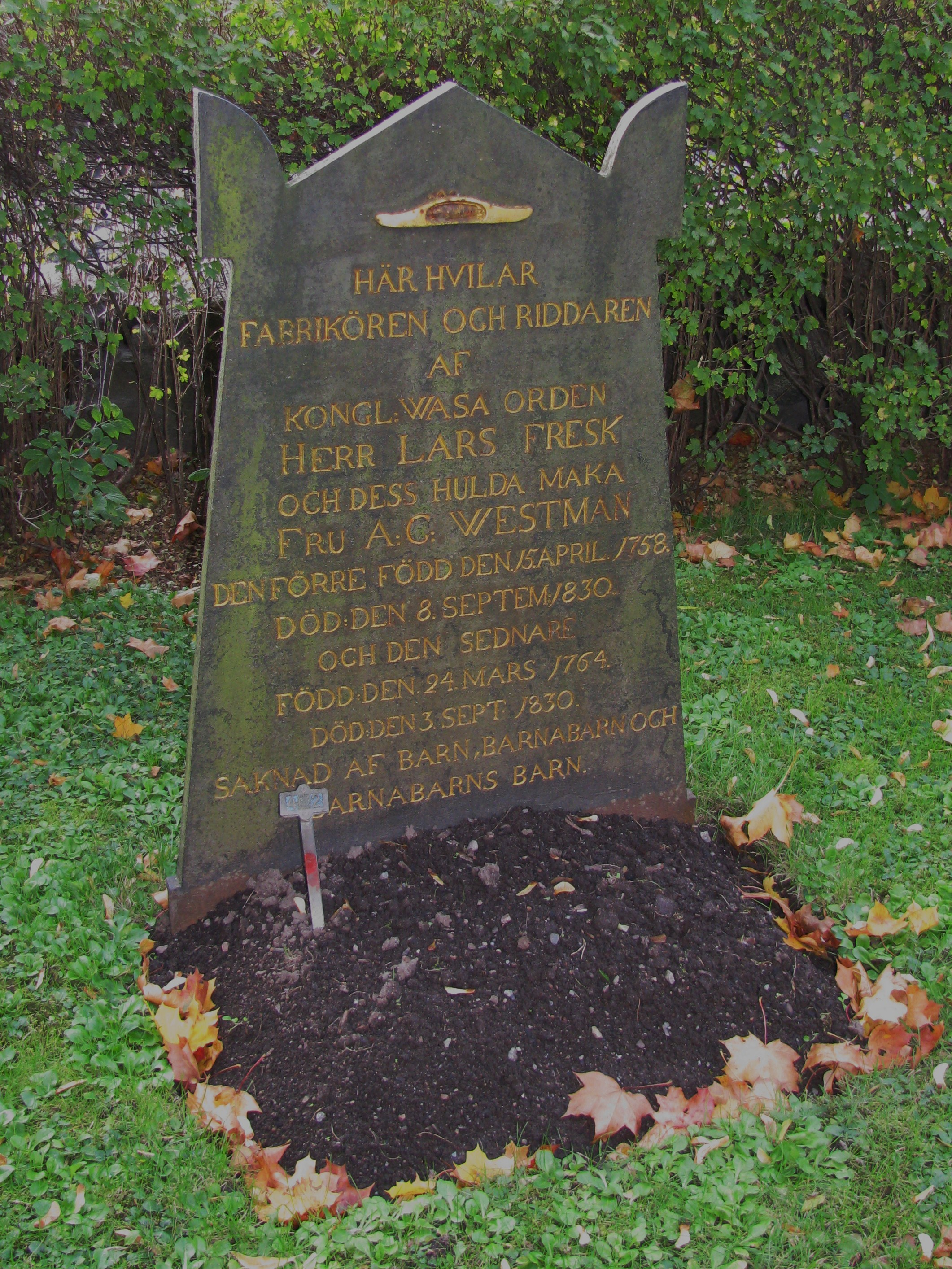
Fresk familjegrav

Lars Fresk och hans hustru tillbringade sina sista levnadsår hos sonen Per Fresk på Värmdön. Familjegraven finns vid Värmdö kyrka.

## Utmärkelser
Lars Fresk utnämndes 1803 till riddare av Vasaorden för sina insatser inom industri och samhälle. Utvecklingen av textilindustrin och initiativet till uppförandet av den första Lidingöbron som stod klar 1803 förmodar man var några av de insatser som låg bakom utnämningen. Lars Fresk var också en framgångsrik potatisodlare och belönades med Patriotiska sällskapets medalj för sina jordbruksinsatser.

## Fotnoter
1. ↑  Hudiksvalls församlings födelsebok.
2. ↑  Värmdö församlings dödbok
3. ↑  De första ångmaskinerna i Sverige användes liksom i England för att pumpa upp vatten ur gruvor. En Newcomen-ångmaskin som Mårten Triewald lät bygga vid Dannemora gruva 1728 anses vara den allra första ångmaskinen, som installerats för kommersiell användning i Sverige.
4. ↑  Väderkvarnen på Elfvik finns avbildad på Söderåsens topp av två oberoende konstnärer, dels 1799 och dels 1816.
5. ↑  Bildlänk Elfviks gård 1816.
6. ↑  Konungens befallningshavandes femårsberättelse 1822.
7. ↑  Traktören Karl Petter Lindbom (1787–1849), angavs som innehavare av rätten att bedriva värdshusrörelse i stugan från 1814 och arrenderade sannolikt värdshuset av Lars Fresk.